# Tretjärnarna (Vilhelmina socken, Lappland, 720679-152480)
Tretjärnarna är en sjö i Vilhelmina kommun i Lappland och ingår i Ångermanälvens huvudavrinningsområde. Tretjärnarna ligger i Vojmsjölandet Natura 2000-område.